# Orignac
Orignac ist eine französische Gemeinde mit 251 Einwohnern (Stand 1. Januar 2022) im Département Hautes-Pyrénées in der Region Okzitanien (vor 2016: Midi-Pyrénées). Sie gehört zum Arrondissement Bagnères-de-Bigorre und zum Kanton La Vallée de l’Arros et des Baïses.
Die Einwohner werden Orignacais und Orignacaises genannt.

## Geographie
Orignac liegt circa sieben Kilometer nördlich von Bagnères-de-Bigorre in der historischen Grafschaft Bigorre.
Umgeben wird Orignac von den neun Nachbargemeinden:
| Vielle-Adour        | Hitte                                       | Luc      |
| Montgaillard Antist | Kompassrose, die auf Nachbargemeinden zeigt | Cieutat  |
| Ordizan             | Bagnères-de-Bigorre                         | Mérilheu |

Orignac liegt im Einzugsgebiet des Flusses Adour.
Der Arrêt-Darré, ein Nebenfluss des Arros, bildet die natürliche Grenze zu den westlichen Nachbargemeinden Vielle-Adour, Montgaillard, Antist und Ordizan. Die Grave ist ein Nebenfluss des Arrêt-Darré und entspringt in Orignac.
Der Arrêt, ein weiterer Nebenfluss des Arros, fließt zu einem großen Teil an der Grenze zur östlichen Nachbargemeinde Cieutat entlang. Ebenso wird das Gebiet der Gemeinde von Nebenflüsse des Arrêts bewässert,

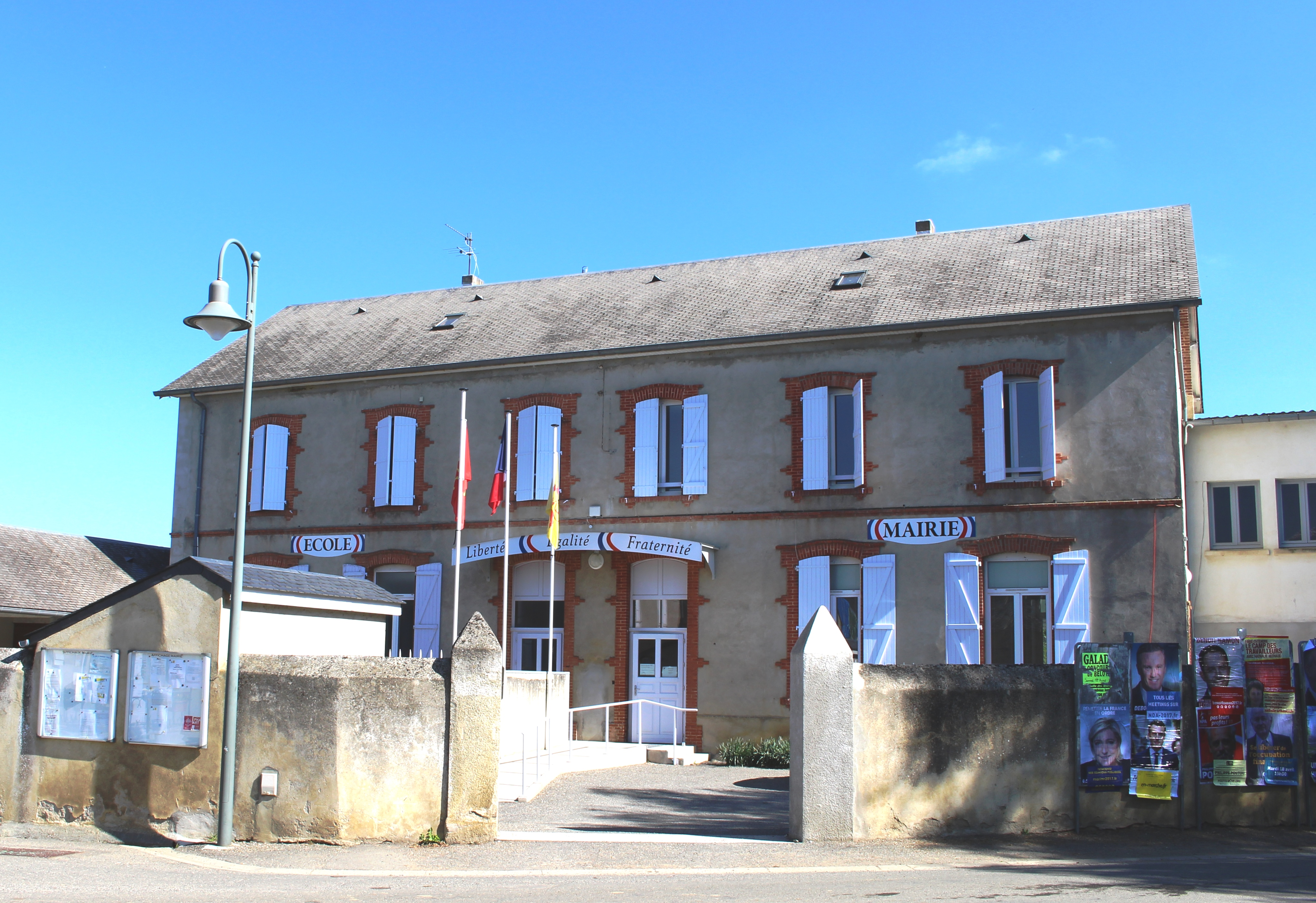
Schulgebäude und Bürgermeisteramt (Mairie)

- der Ruisseau de Hauban,
- der Luquet und
- der Riou Det Terme.[2]

## Toponymie
Der okzitanische Name der Gemeinde heißt Aurinhac. Er stammt vom lateinischen Eigennamen Orenius, Aurinius oder Orinius und dem Suffix -acum („Landgut des Aurinius/Orenius/Orinius“).
Der Spitzname der Bewohner der Gemeinde lautet Eths escobatèrs (deutsch die Besenmacher).
Toponyme und Erwähnungen von Orignac waren:
- De Orignag und De Orinhag (12. Jahrhundert und gegen 1200–1230, Kopialbuch der Grafschaft Bigorre),
- Orignag (1285, Volkszählung des Adels im Bigorre),
- De Orinhaco (1313 und 1379, Steuerliste Debita regi Navarre bzw. Prokuration Tarbes),
- De Orignaco (1342, Kirchenregister von Tarbes),
- Arrinhac und Orinhac (1429, Steuerliste der Grafschaft Bigorre),
- Orignac (1750, 1793 und 1801, Karte von Cassini, Notice Communale bzw. Bulletin des lois).[3][4][5]

## Einwohnerentwicklung
Nach Beginn der Aufzeichnungen stieg die Einwohnerzahl bis zur Mitte des 19. Jahrhunderts auf einen Höchststand von rund 660. In der Folgezeit sank die Größe der Gemeinde bei kurzen Erholungsphasen bis zu den 1980er Jahren auf ihren tiefsten Wert mit 210 Einwohnern, bevor sich ein Wachstumstrend einstellte.
| Jahr      | 1962 | 1968 | 1975 | 1982 | 1990 | 1999 | 2006 | 2011 | 2022 |
| --------- | ---- | ---- | ---- | ---- | ---- | ---- | ---- | ---- | ---- |
| Einwohner | 258  | 240  | 222  | 210  | 238  | 248  | 232  | 240  | 251  |

## Sehenswürdigkeiten

### Pfarrkirche Saint-Martin
Obwohl es wenige Erwähnungen der Kirche in den Aufzeichnungen existieren, hat sie offensichtlich ihren Ursprung im Mittelalter, denn sie ist inmitten einer Umfriedung auf einem kreisrunden künstlichen Hügel, dem Ort einer Motte, erbaut. Im Jahre 1792 erlangte die Gemeinde die Erlaubnis, das reiche Mobiliar der Kapelle von Médous in der Nähe von Bagnères-de-Bigorre in die Kirche umzuziehen. Im 19. Jahrhundert wurden Ausbesserungen vorgenommen wie an der Rundmauer um den Friedhof und mit der Errichtung einer Empore im Kircheninneren.
Die Kirche besitzt ein einschiffiges Langhaus, das im Osten von einer polygonalen Apsis abgeschlossen wird, im Westen mit einem viereckigen Glockenturm. An der Nord- und an der Südseite flankieren Seitenkapellen das Kirchenschiff. Der Chor wird über drei rundbogenförmige Fenster beleuchtet. Das Kirchenschiff ist mit einer mit Wandtäfelung bekleidet, der Chor mit Wandmalereien verschönert, die vor der Französischen Revolution entstanden sind. Mariä Aufnahme in den Himmel wird gezeigt, umrahmt von Gottvater und  Christus, der sein Kreuz trägt. Die Szene wird auf der linken Seite vervollständigt mit den Darstellungen der gefallenen Engel und dem Erzengel Michael, der den Drachen besiegt, und auf der rechten Seite mit einer Darstellung Johannes des Täufers. Dieses Werk breitet sich oberhalb eines großen Baldachins auf bemaltem und vergoldetem Holz aus, der von sechs hohen Säulen getragen wird und ursprünglich aus der Kapelle von Médous stammt.
Die Kirche ist seit dem 24. Mai 2018 als Monument historique eingeschrieben. Ebenso ist der Altar mit seinem Baldachin aus dem 18. Jahrhundert, ein Vortragekreuz aus bemaltem und vergoldetem Holz aus dem 18. Jahrhundert sowie ein Kelch aus dem 17. Jahrhundert als Monument historique klassifiziert oder eingeschrieben.

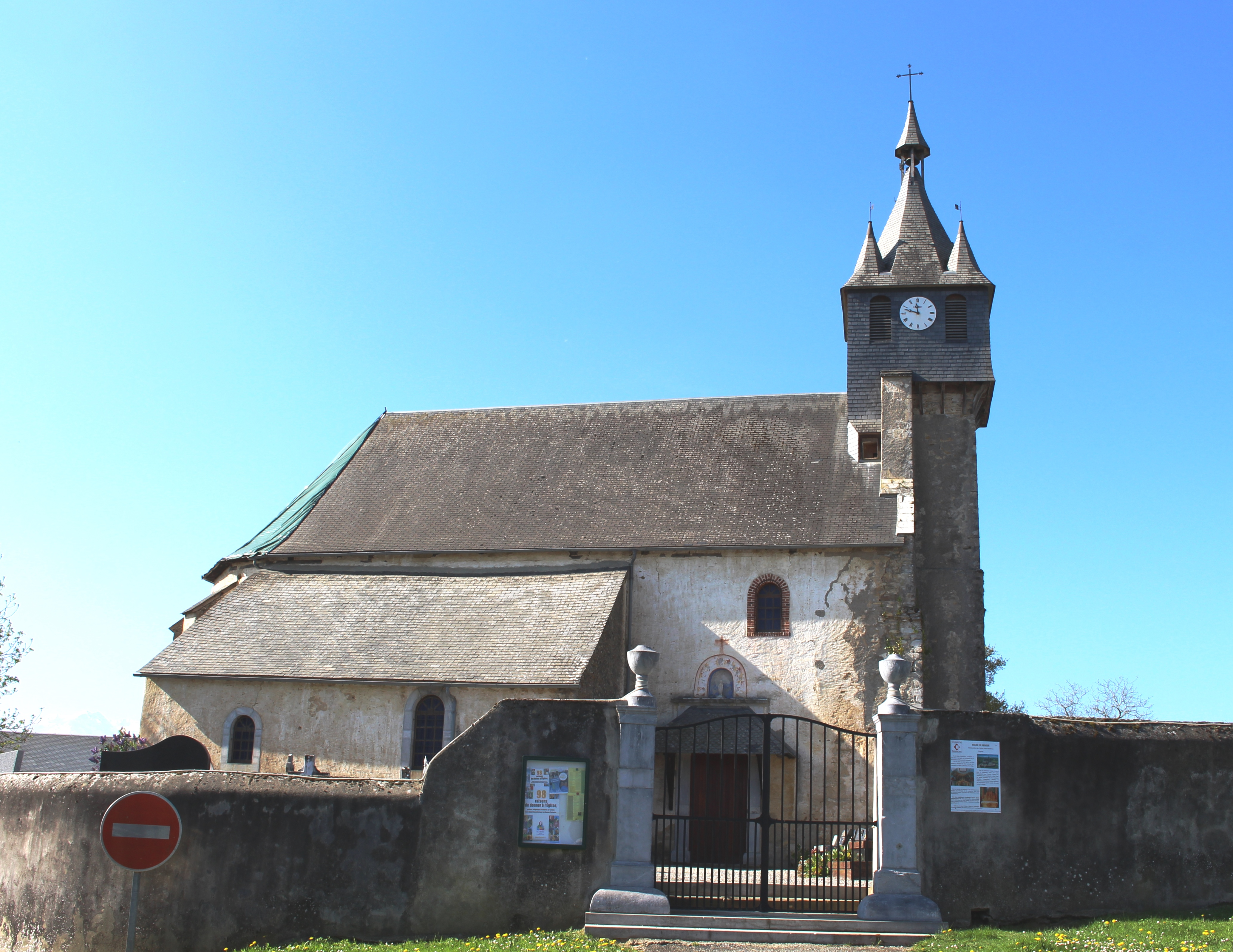
Pfarrkirche Saint-Martin
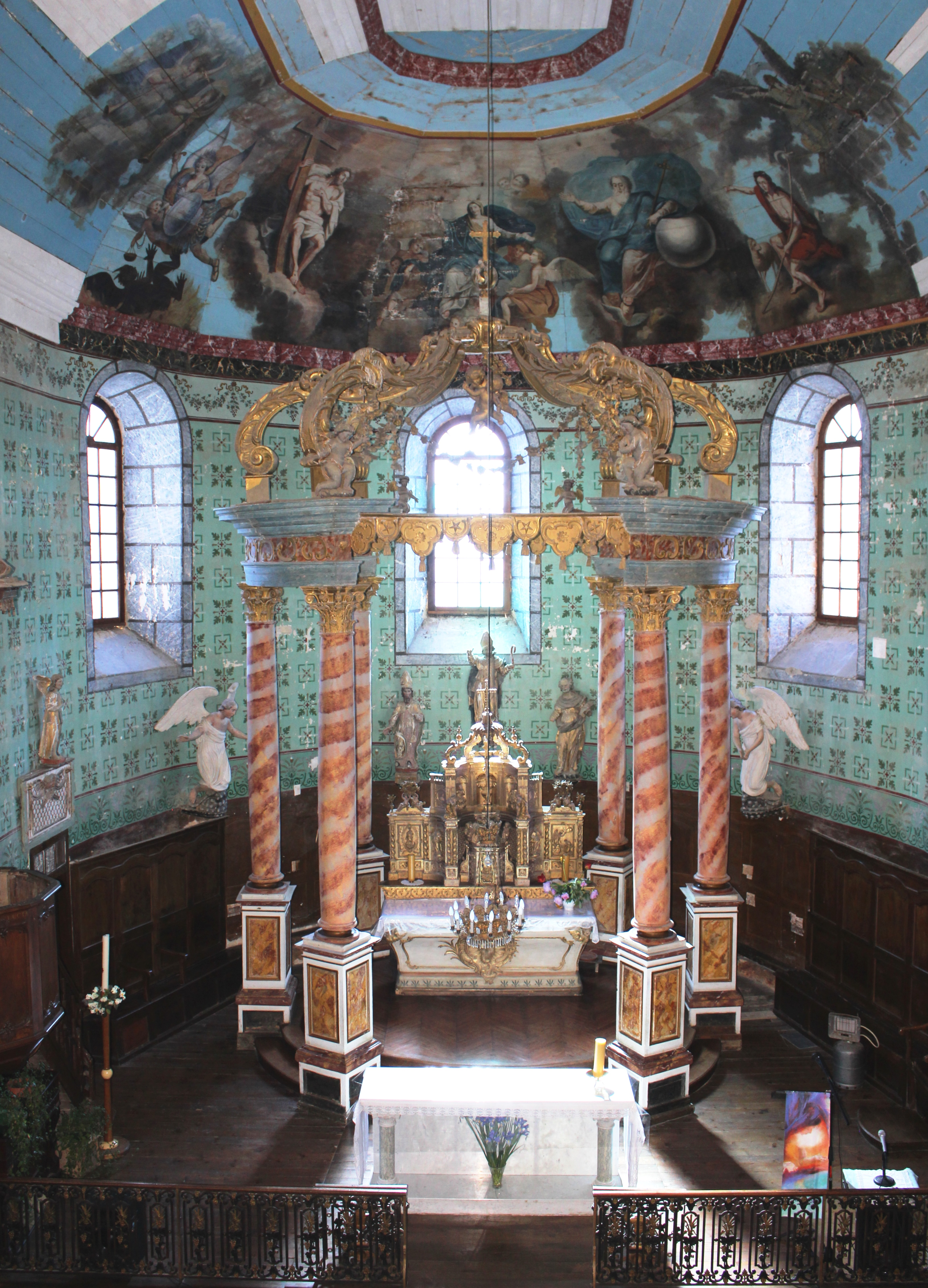
Altar mit Baldachin und Wandmalerei

### Lager von Casterieux
Im äußersten Norden von Orignac befindet sich ein viereckiges Grundstück mit einer Seitenlänge von 100 Metern, das mit einem Wall und einem Graben umsäumt ist. Es handelt sich um den Platz für eine beabsichtigte mittelalterliche Festung, die nie gebaut wurde.

## Wirtschaft und Infrastruktur

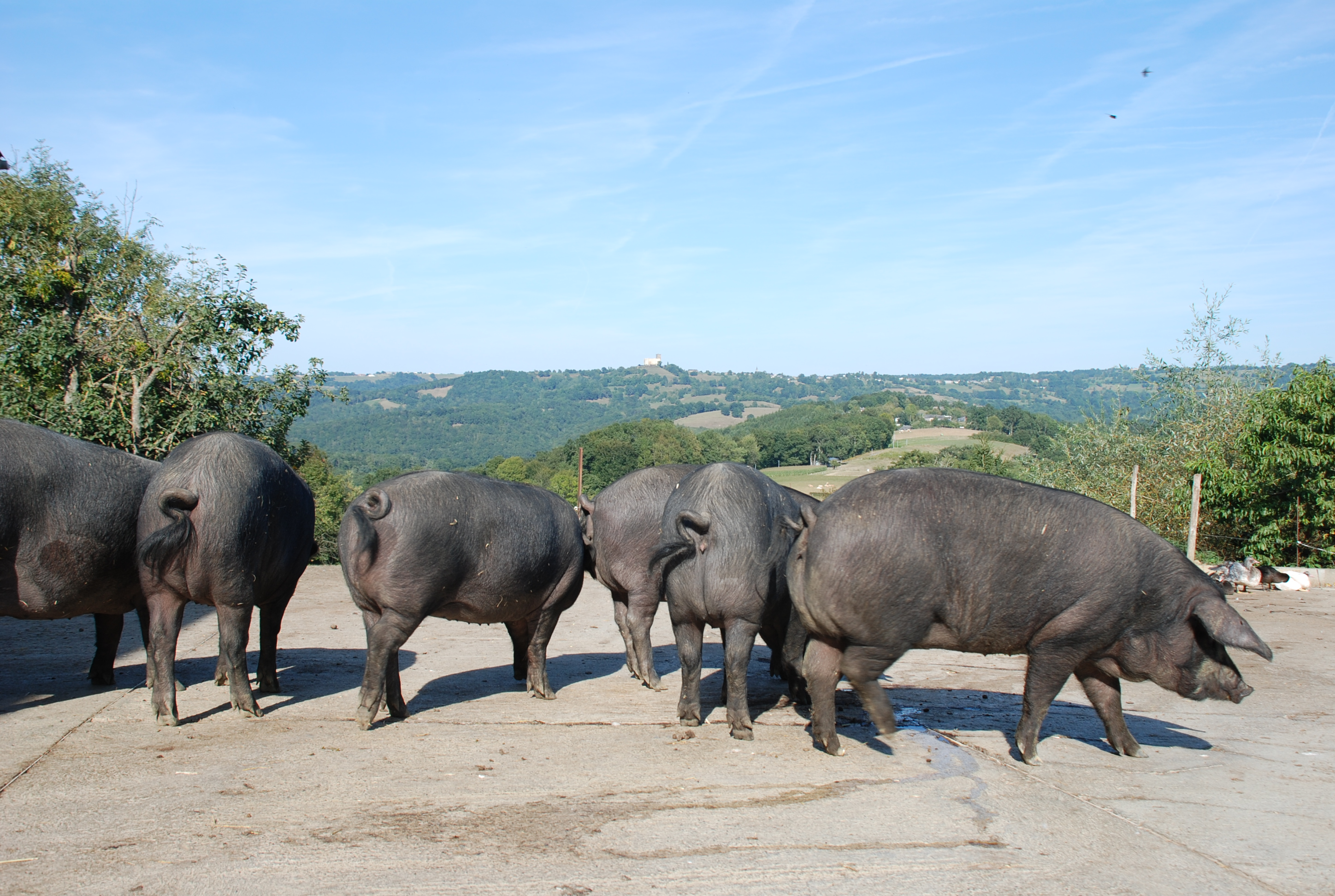
Porcs Noirs de Bigorre

Orignac liegt in den Zonen AOC der Schweinerasse Porc noir de Bigorre und des Schinkens Jambon noir de Bigorre.

### Bildung
Die Gemeinde verfügt über eine öffentliche Grundschule mit 15 Schülerinnen und Schülern im Schuljahr 2019/2020.

### Verkehr
Orignac ist über die Routes départementales 5, 28 und 120 erreichbar.

## Persönlichkeiten
- Bertrand Pujo, geboren am 21. August 1878 in Orignac, gestorben am 14. September 1964 in Paris, war Militärpilot und Luftfahrtminister.